# Phimai Historical Park
Het Phimai historisch park (Thai: ปราสาทหินพิมาย) huisvest een aantal Khmertempels in Thailand. Het historische park bevindt zich in de stad Phimai in de provincie Changwat Nakhon Ratchasima.
Het woord Phimai staat als een inscriptie op een steen op de ingang aan de voorzijde en op veel andere gebouwen. Aangenomen wordt dat het woord Phimai verwijst naar een religieuze figuur of plaats.
Prasat Phimai werd gebouwd in de 11e eeuw nadat een groot gedeelte van het boeddhistische koninkrijk van Dvaravati was veroverd en onderdeel werd van het Khmerrijk (huidig Cambodja). Het is opvallend dat andere Khmertempels uit dezelfde tijd zoals Angkor Wat of Prasat Phanomrung allemaal gebouwd zijn als Hindoetempels. Phimai is de enige boeddhistische uitzondering hierop.
De tempel ligt 260 kilometer ten noordwesten van Angkor. Tussen deze twee plaatsen liep de belangrijkste verbindingsweg in het Khmerrijk. Deze gaat van Phimai naar het zuidelijke gedeelte van het Khoratplateau leidend naar de passage door het Dongrekbergen op de grens tussen Thailand en Cambodja. Van de route is vandaag de dag niet veel meer over maar is nog wel steeds zichtbaar op luchtfoto's. Langs deze route zijn ruïnes te vinden van rusthuizen en ziekenhuizen uit deze tijd. De tempel van Phimai is gericht naar het zuidoosten wat de richting van Angkor is. Andere Khmertempels zijn gewoonlijk naar het oosten gericht. Waarom dit afwijkt is onbekend maar het zou gedaan kunnen zijn om de extra effect en belangrijkheid te geven aan de verbintenis tussen Phimai en Angkor.

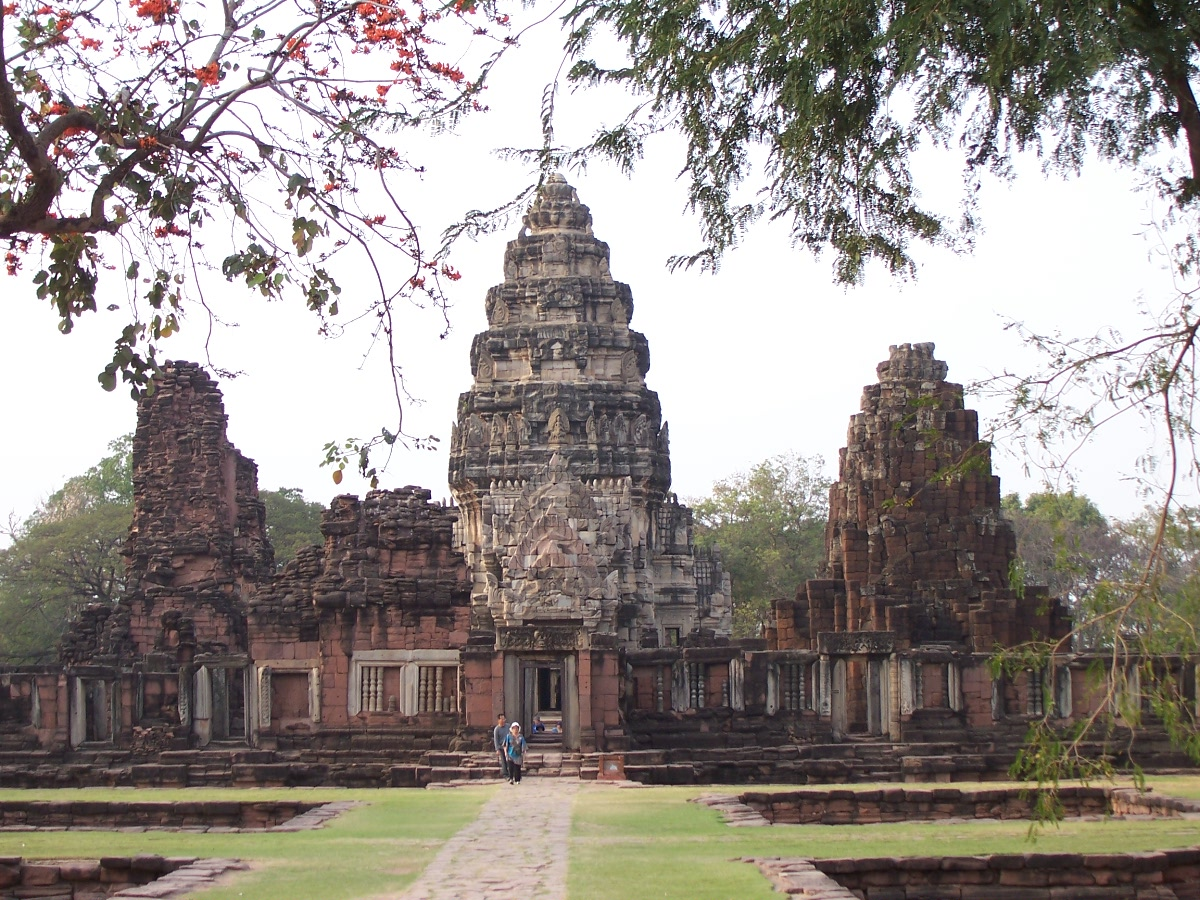
mensen voor de ingang van Phimai kijken in de richting van Angkor